# 觀象曆
《觀象曆》是中国古代曆法，唐朝八曆（戊寅元曆、麟德曆、大衍曆、五纪曆、正元曆、观象历、宣明曆、崇玄曆）第六。
唐宪宗即位后，司天徐昂献新历法，称之为《觀象曆》。元和二年（807年）颁布，又称《元和觀象曆》。《觀象曆》于察敛启闭之侯，遵循旧历法。《元和觀象曆》一直用到唐穆宗长庆元年（821年），《长庆宣明曆》施行。